# Veliki Brijun
Veliki Brijun ii Veli Brion najveći je otok u skupini Brionskih otoka. Otok se nalazi uz zapadnu obalu Istre, zapadno od Fažane, od koje ga dijeli 2 km širok Fažanski kanal. Od Pule je udaljen oko 6 km. Na rtu Penada, na južnom kraju otoka, se nalazi Svjetionik Rt Peneda.
Površina otoka je 5,723 lm2, duljina obalne crte 23,415 km, a visina 55 metara.

## Povijest
Kao i većina Brijunskih otoka, Veliki Brijun je naseljen još u prapovijesti. Otok 177. pr. Kr. godine dolazi pod nadzor Rimljana. U 1. stoljeću na otoku nastaje nekoliko rimskih naselja – na mjestu gdje je danas naselje Brijun, u zaljevu Dobrika i na brdu Kolci. Nakon propasti starog Rima, otok nekoliko puta mijenja vlasnike. Godine 1893. otok kupuje industrijalac Paul Kupelwieser (1843. – 1919.) koji tamo gradi ekskluzivno ljetovalište s hotelima, kupalištima, hipodromom, igralištem za golf i tenis, a uređuje se i park i lovište divljači. Izgrađeno je oko 80 zgrada, a iz Fažane je doveden vodovod. 
Mikrobiolog Robert Koch je, na poziv Paula Kupelwiesera, boravio na Velikom Brijunu i pomogao otok osloboditi od malarije.

## Vanjske poveznice
|  | Zajednički poslužitelj ima još gradiva o temi Veliki Brijun |